# Bedford Falls Productions
Bedford Falls Productions (ou The Bedford Falls Company) est une société de production cinéma et télévision américaine, fondée en 1985 par Marshall Herskovitz et Edward Zwick.

## Crédits de production
- Génération Pub (série télévisée, 1987)
- Extreme Close-Up (téléfilm, 1990)
- Angela, 15 ans (série télévisée, 1994)
- Légendes d'automne (film, 1994)
- Relativity (série télévisée, 1996)
- HIStory (court métrage, 1996)
- The Player (1997)
- Astoria (1998)
- La Courtisane (film, 1998)
- Couvre-feu (film, 1998)
- Shakespeare in Love (film, 1998)
- Deuxième Chance (série télévisée, 1999)
- The Only Living Boy in New York (2000)
- Traffic (film, 2000)
- Sam, je suis Sam (film, 2001)
- The Poof Point (téléfilm, 2001)
- Abandon (film, 2002)
- Lone Star State of Mind (film, 2002)
- Women vs. Men (2002)
- Le Dernier Samouraï (film, 2003)
- 1/4life (2005)
- Blood Diamond (film, 2006)
- Quarterlife (série télévisée, 2007)
- Les Insurgés (film, 2008)
- Love, et autres drogues (film, 2010)
- Nashville (série télévisée, 2016-2018)
- Woman Walks Ahead (film, 2017)
- L'Épreuve du feu (film, 2018)